# Sunne-Holmby flygplats
Sunne - Holmby flygplats ligger strax nordväst om Sunne längs vägen mot Uddheden (Gräsmarks kyrka). Flygfältet har en 770 x 100 meter gräsbana och är hemvist för Sunne flygklubb.